# Koji Sone
Koji Sone (født 14. november 1928, død 27. april 1981) var en japansk judoka. Han blev den anden verdensmester i judo ved VM i judo 1958 i Tokyo, Japan.
Han vandt guld ved at slå landsmanden Akio Kaminaga i finalen.
Ved VM i judo i 1961 fik han sølv, da han blev slået af hollandske Anton Geesink i finalen.
I 1981 døde han af en hjerneblødning i Tokyo.

## Eksterne henvisininger
- Koji Sone hos JudoInside.com (engelsk)